# Nanni Balestrini
Nanni Balestrini (Milà, 2 de juliol de 1935 - Roma, 20 de maig de 2019) fou un poeta experimental, novel·lista i artista visual italià, membre del moviment neovanguarda i dels escriptors de l'entorn de l'antologia I Novissimi, precursors del Gruppo 63.
La seva àmplia producció inclou, entre d'altres, poesies experimentals i novel·les compromeses políticament en relació amb les lluites dels anys seixanta i els anys de plom. També destaca la seva aportació de "poesia total" en l'àmbit de l'art visual. Arran de l'onada de detencions que hi va haver a partir del 7 d'abril del 1979 pels suposats caps de les organitzacions subversives, va evitar la presó refugiant-se a França.
Sobre fets dels anys setanta va escriure l'assaig L'orda d'oro en col·laboració amb Primo Moroni (Sugarco 1988). L'assaig es reedita posteriorment a l'editorial Feltrinelli amb contribucions d'autors com Umberto Eco, entre d'altres.
El 1971 firma la carta oberta a L'Espresso contra el comissari Luigi Calabresi
Va ser cofundador de revistes com ara Il Verri, Quindici, Alfabeta, Zoooom, Azimuth.

## Obra

### Poesia
- Il sasso appeso, Scheiwiller, 1961
- Tape Mark 1, 1961
- Come si agisce, Feltrinelli, 1963
- Ma noi facciamone un'altra, Feltrinelli, 1966
- Poesie pratiche, antologia 1954-1969, Einaudi, 1976
- Le ballate della signorina Richmond, Coop. Scrittori, 1977
- Blackout (reedició de DeriveApprodi, 2001, i amb La violenza illustrata 2009) / Edició castellana Blackout, Acuarela, 2006
- Ipocalisse, Scheiwiller, 1986
- Il ritorno della signorina Richmond, Becco giallo, 1987
- Osservazioni sul volo degli uccelli, poesie 1954-56, Scheiwiller, 1988
- Il pubblico del labirinto, Scheiwiller, 1992
- Estremi rimedi, Manni, 1995
- Tutto in una volta, antologia 1954-2003, Edizioni del Leone, 2003
- Sfinimondo, Bibliopolis, 2003, pag. 94, ISBN 88-7088-439-2
- Sconnessioni, Roma, Fermenti, 2008
- Blackout e altro, Roma, DeriveApprodi, 2009
- Lo sventramento della storia, Roma, Polìmata, 2009
- Contromano, Viareggio, Diaforia e Cinquemarzo, 2015
- Come si agisce e altri procedimenti. Poesie complete volume primo (1954-1969), DeriveApprodi, 2015
- Le avventure complete della signorina Richmond e Blackout. Poesie complete. Volume II (1972-1989), DeriveApprodi, 2017
- Caosmogonia e altro. Poesie complete. Volume terzo (1990-2017), DeriveApprodi, 2018

### Narrativa
- Tristano, Feltrinelli 1964 (nova edició Tristano, romanzo multiplo en còìes totes diferents, DeriveApprodi 2007)
- Vogliamo tutto, Feltrinelli 1971 (reimp. DeriveApprodi 2004) / Trad. castellana Lo queremos todo, Traficantes de sueños, 2006
- La violenza illustrata, Einaudi 1976 (reimp. DeriveApprodi 2010) / Trad. catalana d'Aglaia Gòmez d'Alessandro i Rolando d'Alessandro La violència il·lustrada Tigre de Paper, 2013 / Trad. castellana La violencia ilustrada, Pepitas de calabaza, 2017
- Gli invisibili, Bompiani 1987 (reimp. DeriveApprodi 2005) / Trad. castellana Los invisibles de Joaquin Jordá, Anagrama, 1988 i també a Traficantes de sueños, 2008
- L'editore, Bompiani 1989 (reimp. DeriveApprodi 2006) / Trad.castellana El editor, Traficantes de sueños, 2016
- I furiosi, Bompiani 1994 (reimp. DeriveApprodi 2004)
- Una mattina ci siam svegliati, Baldini&Castoldi, 1995
- La Grande Rivolta, Bompiani, 1999 (conté Vogliamo tutto, Gli invisibili, L'editore)
- Sandokan, storia di camorra, Einaudi 2004 (reimp. DeriveApprodi 2009) / Trad. castellana Sandokán, Laertes, 2015
- Liberamilano seguit de Una mattina ci siam svegliati, DeriveApprodi, 2011
- Girano voci. Tre storie, Frullini, 2012
- Carbonia. Eravamo tutti comunisti, Bompiani, 2013 / Trad. catalana de Rolando d'Alessandro: Carbonia : érem tots comunistes, Tigre de Paper, 2017 / Trad. castellana Carbonia, éramos todos comunistas, Dirección única, 2018

### Contes
- Disposta l'autopsia dell'anarchico morto dopo i violenti scontri di Pisa, in Paola Staccioli. In ordine pubblico. Roma, 2002. pp. 25–31.
- Girano Voci. Tre Storie (con disegni di Gianfranco Baruchello) Frullini Edizioni Pistoia, 2012I Novissimi

### Altres Obres (Antologia, assaig, etc.)
- Gruppo 63, antologia, (amb Alfredo Giuliani), Feltrinelli, 1964
- Gruppo 63. Il romanzo sperimentale, Feltrinelli, 1965
- L'Opera di Pechino, (con Letizia Paolozzi), Feltrinelli, 1966
- L'orda d'oro, (amb Primo Moroni), Sugarco, 1988; Feltrinelli, 1997, 2003. / Traducció castellana La horda de oro, Traficantes de sueños, 2006
- Gruppo 63, L'Antologia, (amb Alfredo Giuliani), Testo&Immagine, 2002
- Parma 1922, radiodramma, DeriveApprodi, 2002
- Trasformazioni (Projecte visual) de Nanni Balestrini i Ludovico Codella, 2004
- Qualcosapertutti. Collage degli anni '60, Il canneto editore, 2010
- Tristano, Il canneto editore, 2013. Novel·la experimental pensada per ser llegida de manera diferent per cada lector, ja que cada frase està generada per atzar. Concebuda originalment el 1966, va haver d'esperar per a ser publicada fins que fos tècnicament viable la impressió sota demanda.

## Exposicions
- Nanni Balestrini. Oltre la poesia Museion, Bolzano, 15 novembre 2014 – 22 febrer 2015. Comissari: Andreas Hapkemeyer
- dOCUMENTA 13, Kassel, 9 juny a 16 setembre 2012
- Cent'anni di scrittura visuale in Italia 1912-2012 - I Classici (mostra dedicada als artistes que van participar el 1973 a la mostra organitzada per Luigi Ballerini a la GAM de Torí amb el títol de: Scrittura visuale in Italia 1912 - 1972), Museo della Carale Accattino, Ivrea, 2012.